# Living with Lions
Living with Lions is een Canadese poppunkband uit Vancouver die is opgericht in 2007. De band staat onder contract bij het platenlabel Black Box Music in Canada en bij Adeline Records in de Verenigde Staten.

## Geschiedenis
De eerste uitgave van de band, de ep Dude Manor, werd opgenomen in 2006 met producer Stu McKillop (van de band Daggermouth) waarna het werd uitgegeven door Black Box Music in 2007. Het debuutalbum, getiteld Make Your Mark werd een jaar later opgenomen. Beide albums werden heruitgegeven in 2009 toen de band tekende bij het Amerikaanse platenlabel Adeline Records. Er werden videoclips gemaakt voor de nummers "A Bottle of Charades" van Make Your Mark en "Later is better" van Dude Manor.
De band begon met het opnemen van hun tweede studioalbum in 2010.  Ondertussen veranderde de formatie van de band: basgitarist Shayne Lundberg werd vervangen door Bill Crook (van A Textbook Tragedy) en zanger Matt Postal werd vervangen door Stuart Ross (van de metalcoreband Misery Signals).
Het tweede studioalbum, getiteld Holy Shit, werd uitgegeven op 17 mei 2011, vlak na de uitgave van de videoclip voor het nummer "Honesty, Honestly".  Holy Shit is het eerste album waarop Stu Ross te horen is. Bill Crook speelt echter niet op het album, aangezien Shayne Lundberg alles al had opgenomen. In 2012 verliet Stu Ross de band om gitaar te gaan spelen in de hardcore punk-band Comeback Kid, waardoor Matt Postal weer bij de band kwam.

## Discografie
| Studioalbums - Make Your Mark (2008) - Holy Shit (2011) - Island (2018) | Ep's - Dude Manor (2007) - Some of My Friends Appear Dead to Me (2013) |

## Leden
| Huidige leden - Chase Brenneman - gitaar, zang - Landon Matz - gitaar - Bill Crook - basgitaar - Loren Legare - drums | Voormalige leden - Shayne Lundberg - basgitaar - Stuart Ross - zang - Matt Postal - zang |